# Fyrkejsaråret

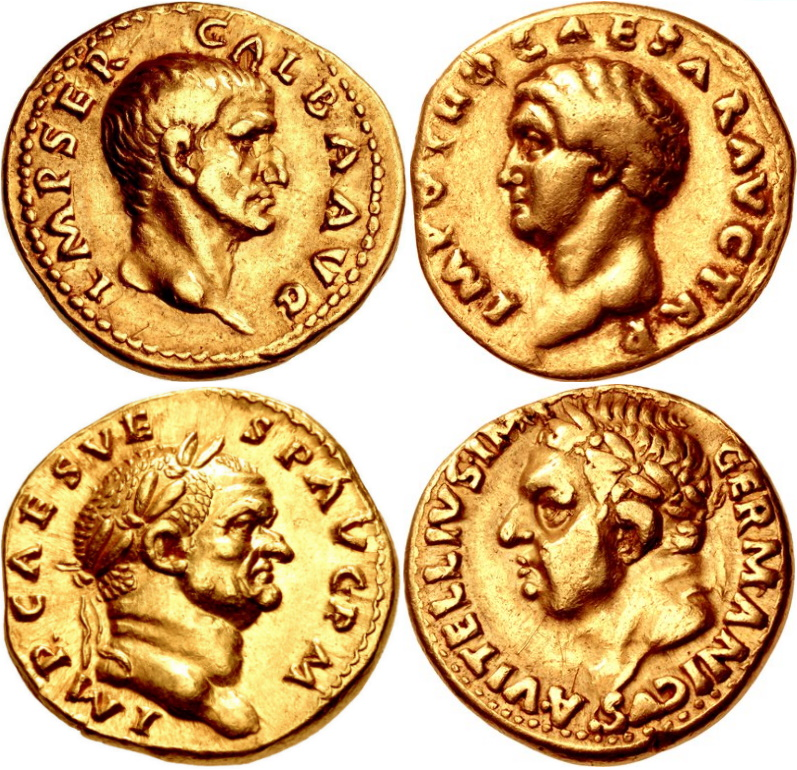
Galba, Otho, Vitellius och Vespasianus.

Under året 69 e.Kr. hade Rom fyra kejsare: Galba, Otho, Vitellius och Vespasianus.
Galba hade blivit kejsare redan föregående år. Kejsar Neros slösaktighet och utsvävande liv ledde till att Gaius Julius Vindex, guvernören i provinsen Gallia Lugdunensis (nuvarande södra Frankrike), startade ett uppror mot kejsaren. Han blev slagen av kejsartrogna trupper, men i detta läge startades ett nytt uppror av Galba, ståthållaren i provinsen Hispania Tarraconensis (en del av nuvarande Spanien). Galba marscherade med sina trupper mot Rom där Nero, som inte hade försökt att slå ner upproret, begick självmord i början av juni 68. Galba, som försökte få ordning på rikets finanser, blev en mycket impopulär kejsare genom sina åtgärder. Otho, som inledningsvis stött den nye kejsaren i tron att han skulle utses till dennes efterträdare, genomförde ett maktövertagande då en annan person fick den position han hade hoppats på. Han lyckades få praetoriangardet på sin sida och lät med dess hjälp mörda Galba i januari 69.
De legioner, som var stationerade vid Rhen, accepterade dock inte Otho, utan utropade till kejsare sin egen kommendör Vitellius, ståthållare i provinsen Germania Inferior. Ett inbördeskrig bröt ut då Vitellius påbörjade en marsch söderut mot Rom. Otho bestämde sig för att möta sin rival om makten i egen person, men han besegrades av Vitellius vid Bedriacum (nuvarande Calvatone i närheten av Cremona) i april 69. Otho hade inte slagits i grunden, men valde att begå självmord för att inte ytterligare blod skulle spillas.
Även Vitellius gjorde sig impopulär som kejsare. Åtta månader senare kulminerade ett nytt inbördeskrig med strider inne i Rom, på självaste Capitolium. Vespasianus, som av Nero några år tidigare hade utsetts för att slå ner det judiska upproret i Judeen, hade utropats till kejsare av sina trupper och även fått stöd av andra kommendörer och ståthållare. Efter sin seger över Vitellius styrkor i december 69 grundade Vespasianus en ny kejsardynasti. Den flaviska ätten, som förutom honom själv innefattade sönerna Titus och Domitianus, styrde romarriket i närmare tre decennier, fram till år 96.